# Deluge (Film)
Deluge ist ein in schwarzweiß gedrehter US-amerikanischer Katastrophenfilm aus dem Jahr 1933. Er entstand unter der Regie von Felix E. Feist für RKO Pictures und basiert lose auf einen Roman des englischen Autors S. Fowler Wright.

## Handlung
Auf der ganzen Welt häufen sich Stürme und Erdbeben. Wissenschaftler sehen einen fremden Himmelskörper als mögliche Bedrohung. Nach einer Sonnenfinsternis kommt es zu einem verheerenden Erdbeben und New York City wird von einer riesigen Flutwelle überschwemmt. Der Familienvater Martin Webster kommt alleingelassen am Strand wieder zu sich, er lässt sich in einer Höhle nieder. Die junge Frau Claire indes kommt ebenso am Strand zu sich, wird jedoch von zwei Männern verschleppt. Als die Männer übergriffig werden, flieht Claire und springt ins Wasser. Am Ufer angekommen wird sie von Webster entdeckt, der sich um sie kümmert. Er kann sie auch nach einem weiteren Angriff der Männer retten und beide verlieben sich ineinander. Bei einem erneuten Angriff der Männer mit einer Bande kommen ihnen Siedler einer Kleinstadt zu Hilfe. Unter den Einwohnern erkennt Webster seine Frau und die Kinder wieder. Claire bricht in der Situation das Herz und sie flieht ins offene Meer.

## Hintergrund
- Die Erstaufführung in den USA war am 18. August 1933
- Die Trickaufnahmen des Films wurden für den 1939 entstandenen Film S.O.S. Tidal Wave  wieder verwendet.
- Deluge galt viele Jahre als verschollen, erst im Jahr 1987 wurde eine Kopie des Films entdeckt und restauriert.